# Brömserburg

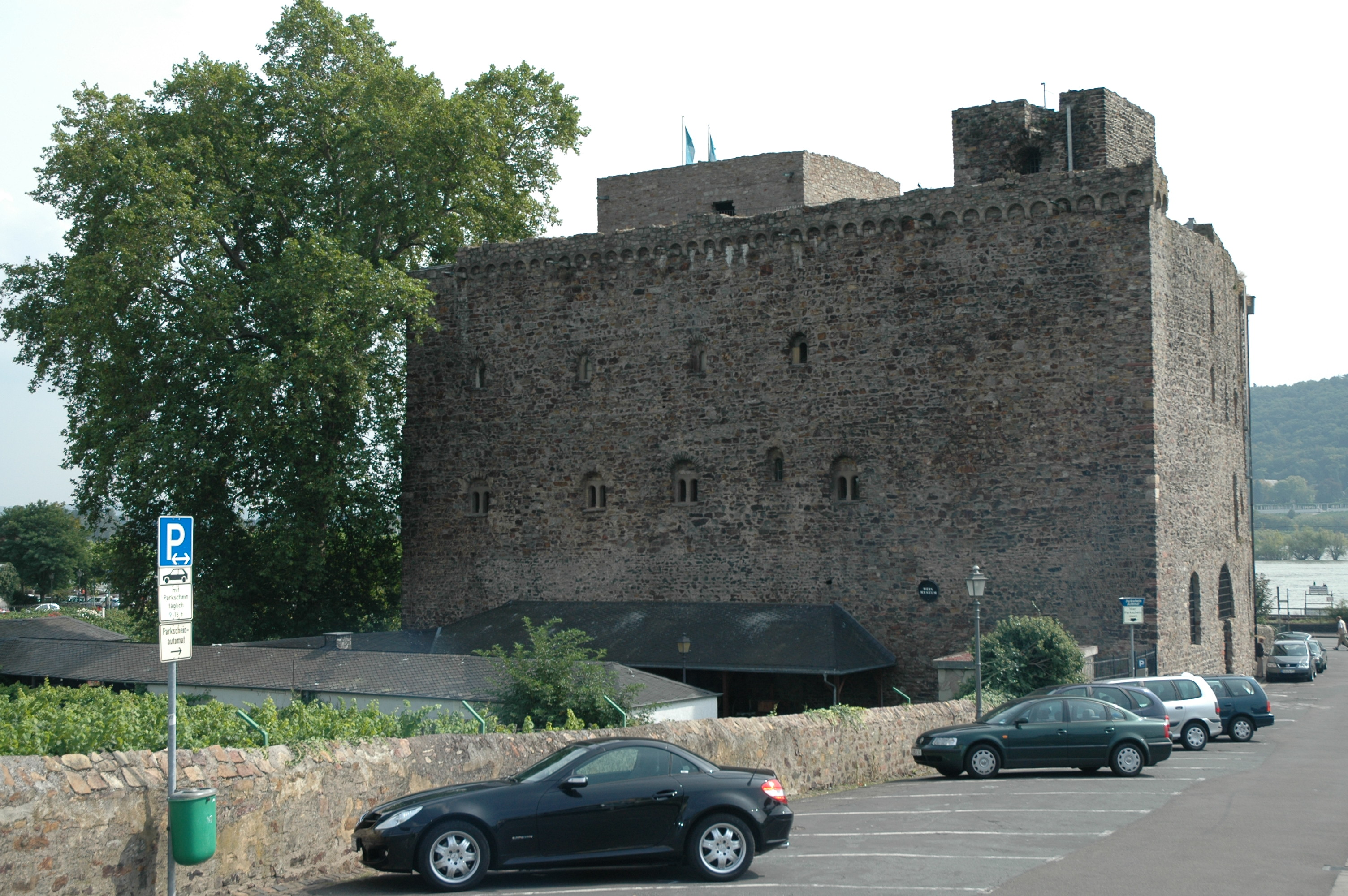
Brömserburg von Norden, links oben Turmstumpf des Bergfrieds

Die Brömserburg (auch Niederburg genannt) liegt in Rüdesheim am Rhein im Rheingau-Taunus-Kreis in Hessen in der Nähe des Rheinufers. Sie gehört in ihren Ursprüngen wohl zu den ersten festen Burgen im UNESCO-Welterbe Oberes Mittelrheintal.

## Baugeschichte
Die ältere Literatur (vom 19. Jahrhundert bis in die 1980er Jahre hinein) vermutete die Brömserburg auf den Fundamenten eines römischen Kastells. Jedoch konnte keine antike Bausubstanz verifiziert und insbesondere nicht nachgewiesen werden, dass es sich, wie früher vermutet, um einen Wachtturm oder Brückenkopf zum linksrheinischen Bingium (Bingen am Rhein) gegenüber gehandelt haben sollte. Da dieses Kastell erst im 4. Jahrhundert entstand, ist die These nicht schlüssig, da sich die Römer zu diesem Zeitpunkt nach dem Fall des Limes vom rechten Rheinufer bereits zurückgezogen hatten.
Zwei Bauphasen sind belegt. Die Forschung ist sich nicht einig über die Datierung der ersten Phase (die Thesen reichen von einem frühmittelalterlichen königlichen Salhof vor 980 bis zu einer Anlage aus der Mitte des 12. Jahrhunderts). Die Untersuchung eines Erlenpfahles aus dem Fundament des Südostturms, der als ältester Teil der Burg gilt, ergab, dass der Beginn des Turmbaus nicht vor 1044 und nicht nach 1216 zu datieren ist.
Als schlüssige Erbauungszeit der zweiten Anlage ist das Ende des 12. Jahrhunderts eingegrenzt (1186–1190).
Die Form der Burg entsprach bereits in der ersten Bauphase im Wesentlichen den heutigen Ausmaßen. Sie war durch eine Ringmauer mit Graben gesichert; der Rhein floss damals, historischen Stichen zufolge – im Unterschied zu heute, da eine Straße und breite Uferzone zwischen Burg und Wasser liegt – unmittelbar an der Südfront entlang. Die Ringmauer war jedoch dünner als heute (1,6–1,7 m) und niedriger. In der heute herausgesprengten Südostecke befand sich ein Wohnturm (Donjon). Der noch heute vorhandene Turm diagonal gegenüber stammt ebenfalls aus dieser ersten Phase und diente zur Verteidigung des Tores (Torturm) und als Bergfried. Seine Höhe reichte damals bis zur Oberkante der jetzigen Wehrplattform.
In der zweiten Bauphase wurde die Außenmauer verstärkt, übermauert und erhöht. An den Donjon wurden bis zur gleichen Oberkante Bauten angebaut, welche vollständig in bis zu vier Geschossen überwölbt sind (einzigartige Konstruktion am Rhein); so entstand eine vierflügelige Anlage. Zugleich wurde mitten im Burghof, der erhöht wurde, ein neuer, wuchtiger Bergfried errichtet, der mit den angrenzenden Bauteilen der zweiten Phase im Verbund ohne Fugen gemauert ist. Dieser hatte ursprünglich im unteren Abschnitt eine Mauerstärke von mehr als 4 m und war nach Schätzungen ca. 35 m hoch. Durch die Eingangssituation des neuen großen Bergfrieds (der Hocheingang liegt im obersten, noch vorhandenen Stockwerk) wird deutlich, dass dieser wesentlich höher gewesen sein muss als er sich heute darbietet; er hat deutlich über die angrenzenden Bauteile hinausgeragt und so der Burg einen wesentlich weniger "klobigen" Eindruck gegeben als die heutige Anlage sich gestaltet.

## Geschichte

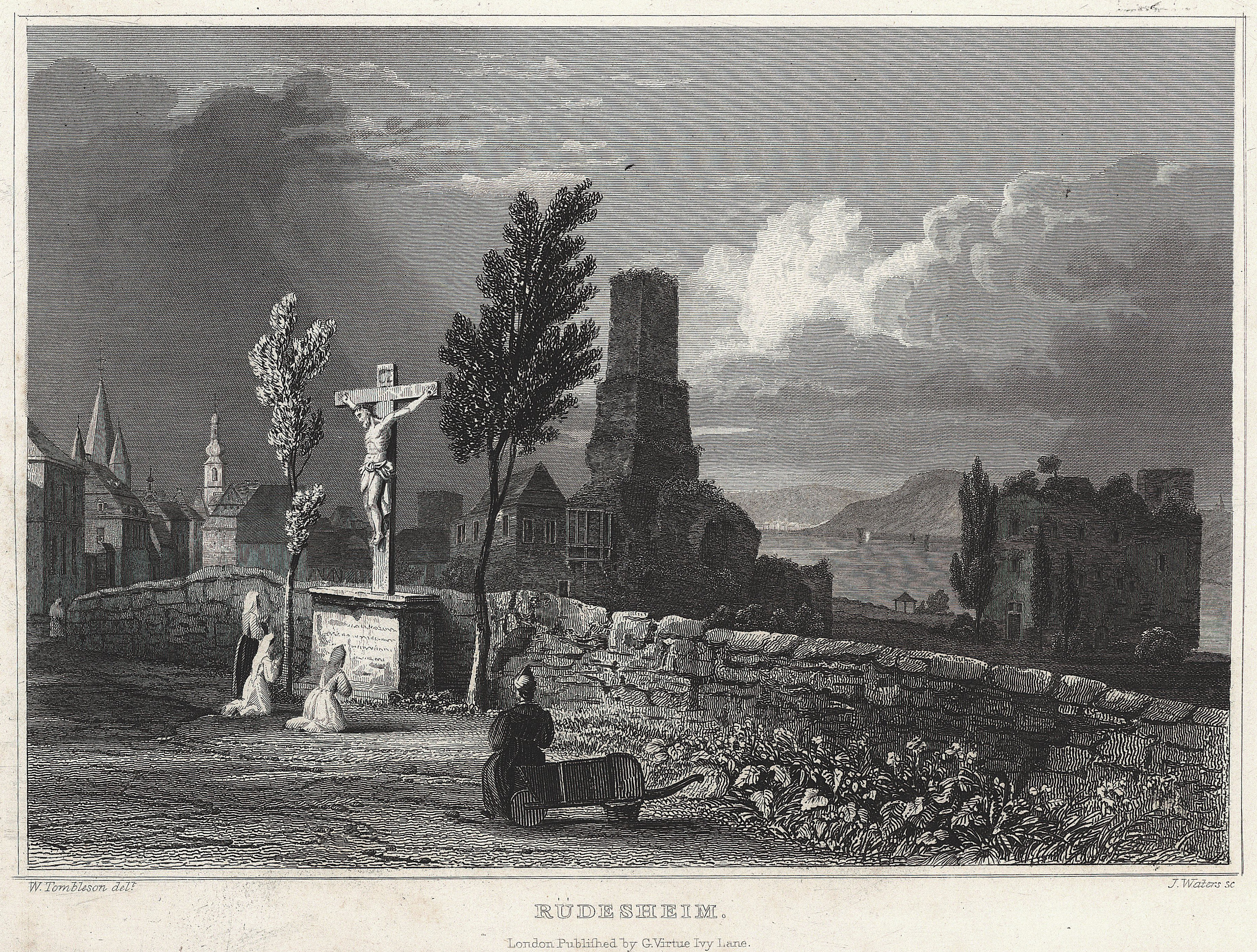
Brömserburg auf einem Stahlstich nach Tombleson

Im 13. Jahrhundert ist das Geschlecht der Brömser aus dem Wispertal als Burgherren überliefert, in deren lehensfreiem Eigentum seitens der Mainzer Erzbischöfe die Burg sich befand.
1640 wurde die rheinseitige Südostecke im Dreißigjährigen Krieg durch die französischen Truppen des Herzogs Henri II. d’Orléans gesprengt; dabei wurden auch der obere Teil des Bergfrieds und der Donjon zerstört. In den Bergfried wurde ein Minengang vorgetrieben; es kam aber nicht zur Sprengung, so dass dieser noch heute sichtbar ist.
Falsch ist die immer wieder zu lesende Behauptung, die Familie der Brömser von Rüdesheim bewohnten die Burg von 1548 bis zum Aussterben der Linie im Jahre 1668. Korrekt ist vielmehr, dass die Brömser nach dem Aussterben der Hauptlinie der Familie 'von Rüdesheim' mit Melchior von Rüdesheim im Jahre 1538 nach und nach in den Besitz von deren Rüdesheimer Lehen kamen, zu denen auch die Niederburg gehörte. Die Brömser wohnten aber nie dort, sondern stets in ihrem ‘Brömserhof’ genannten Anwesen in der Oberstraße 29 in Rüdesheim. Nach dem Aussterben der Brömser vergab der Erzbischof von Mainz das Lehen 1678 an Emmerich von Metternich, einen Erben der Familie Brömser von Rüdesheim. Da die Burg unbewohnt blieb, verfiel sie im 18. Jahrhundert zur Ruine und wurde zunächst „Brömsers Hundestall“, später „Metternichs Hundestall“ genannt.
Nach 1811 erfolgte durch die neuen Besitzer – die Grafen von Ingelheim – ein romantisierender Ausbau zum Landsitz. Im Südflügel wurden diese „Zutaten“ in den 1950er Jahren bei einer Sanierung wieder entfernt.
Bis 1937 war die Burg bewohnt; 1941 kaufte sie die Stadt Rüdesheim. Seit 1950 beherbergt sie das „Rheingauer Weinmuseum“ mit Ausstellungsstücken zur Weinkultur von der Antike bis zur Gegenwart. 1961 wurde die zerstörte Südostecke rekonstruiert und der Bergfried 1969 wieder auf eine Höhe von 27 m aufgestockt.

## Burganlage

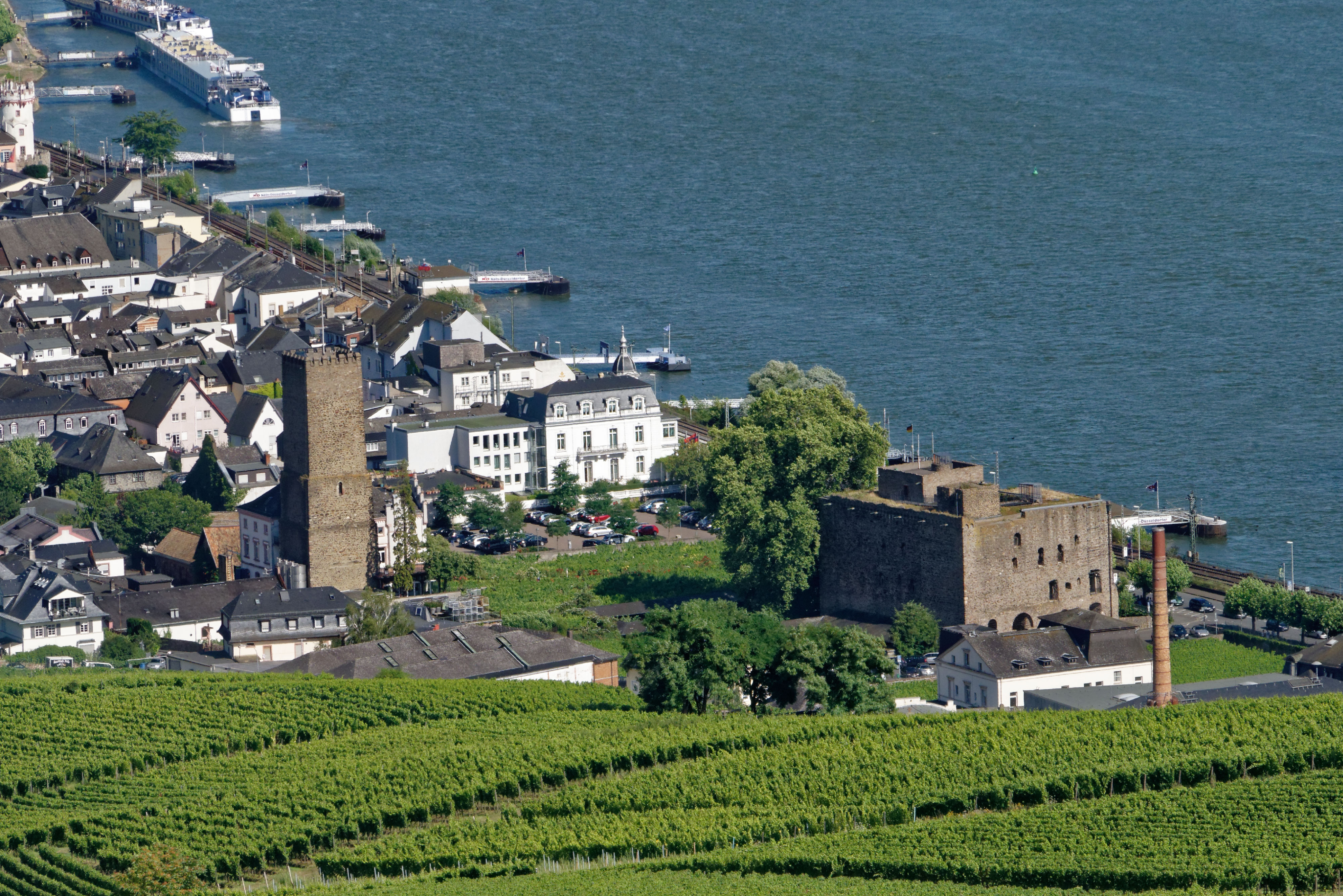
Blick auf die Burganlage vom Niederwalddenkmal aus

Der heutige massive, quaderförmige Bau besteht aus vier dreistöckigen, flachgedeckten Flügeln mit 4 bis 5 m dickem Mauerwerk und kleinen rundbogigen Fensteröffnungen rund um einen schmalen rechteckigen Innenhof. Die mittelalterlichen Gräben sind zugeschüttet. Der nordwestliche Wehrturm aus der ersten Phase vor 1200 ist noch vorhanden.
In der südöstlichen Innenecke der Anlage erhebt sich der auf dem unzerstörten Stumpf wiederaufgebaute quadratische Bergfried, auf dem sich heute eine begehbare Aussichtsterrasse befindet.
Die Innenräume sind tonnen- und kreuzgratgewölbt. Durch die Ausbauten und Veränderungen im 19. Jahrhundert ist die ursprüngliche Aufteilung nicht mehr nachvollziehbar.
Die Anlage ist von einem kleinen Park umgeben, der in das Museum integriert ist.

## Rheingauer Weinmuseum (geschlossen)

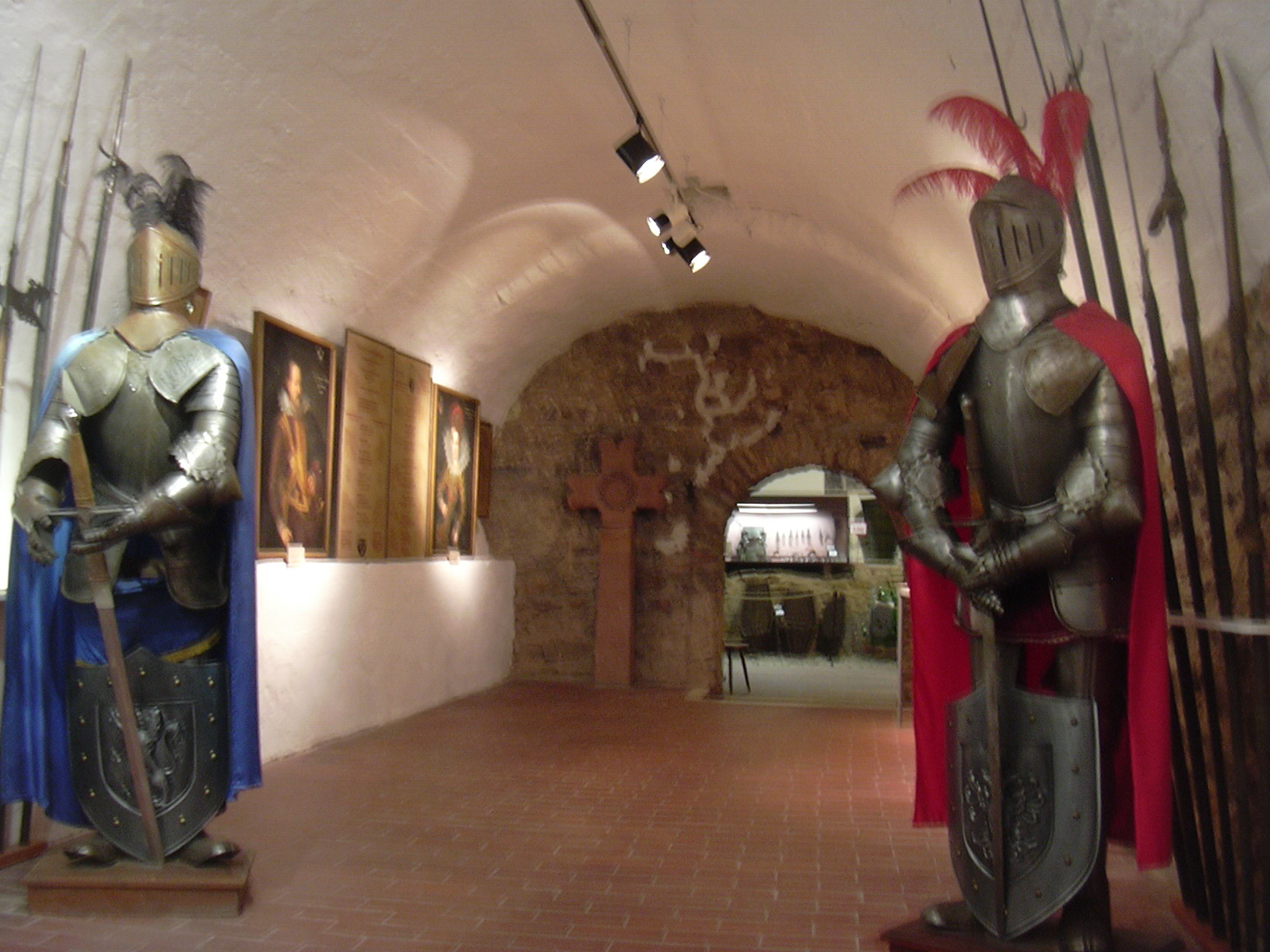
Tonnengewölbter Eingangsbereich zum Museum mit Ritterrüstungen

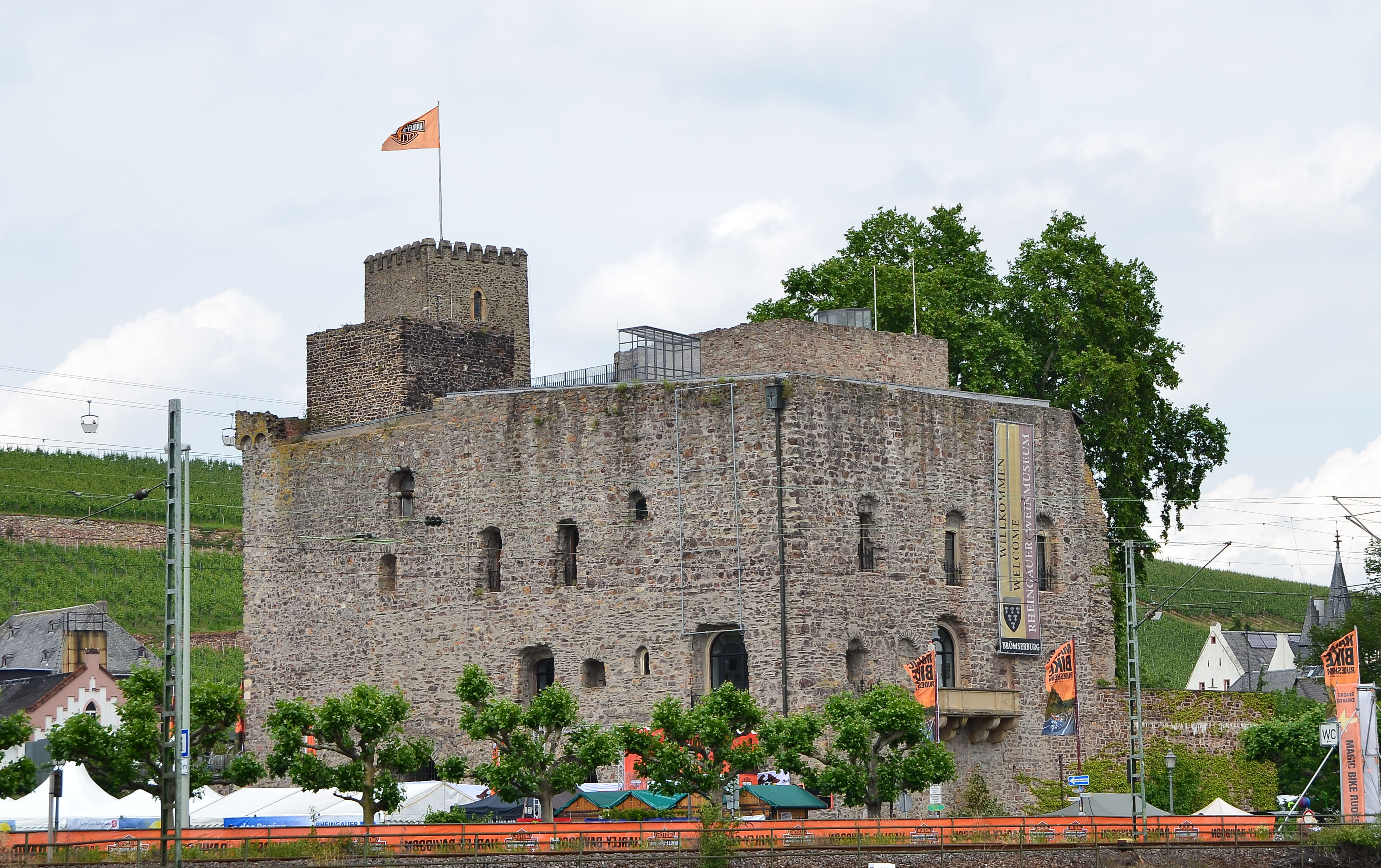
Die Brömserburg, heute Rheingauer Weinmuseum

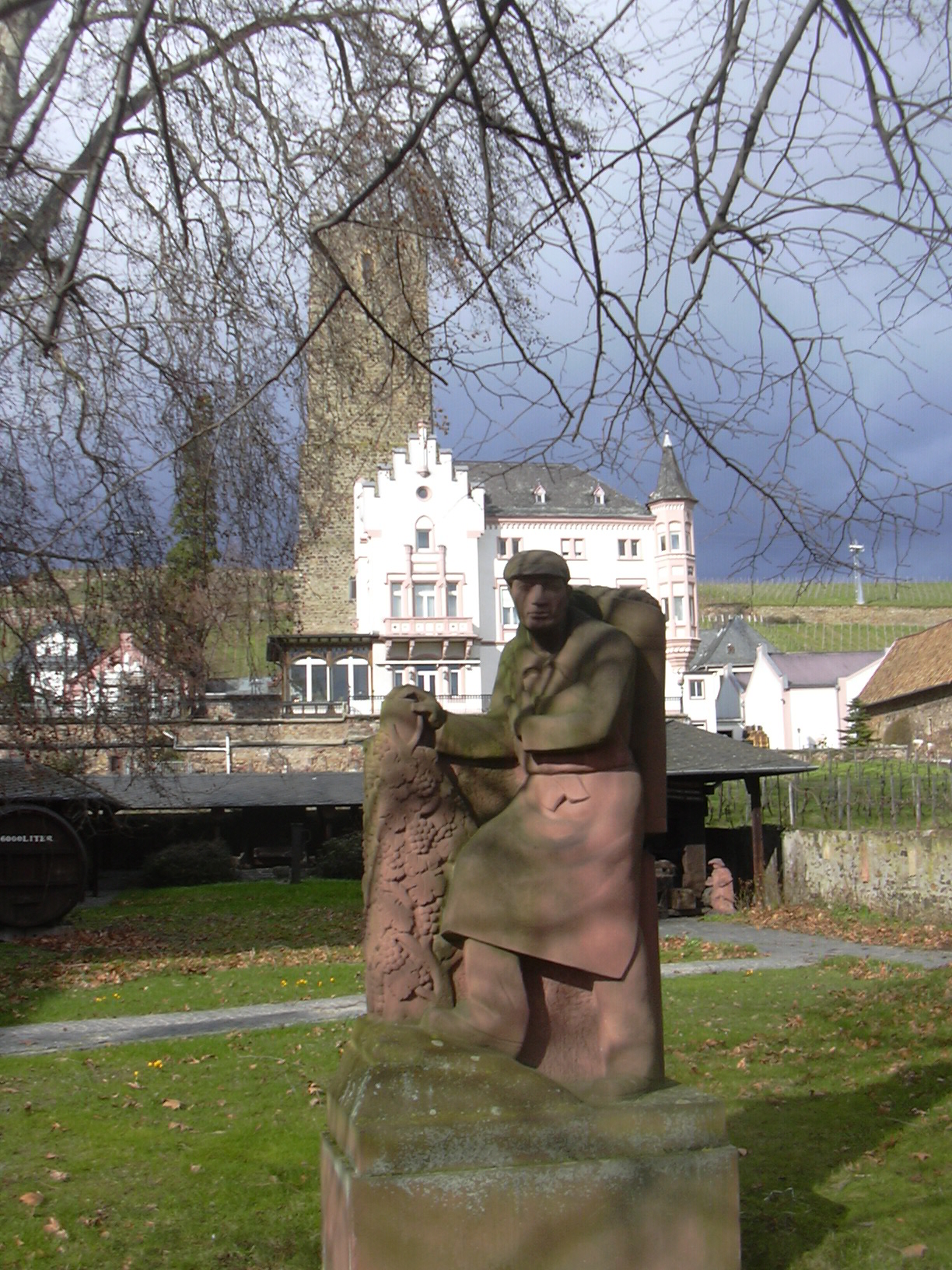
Burggarten mit Winzer-Skulptur

Betreiber ist die Firma der Rüdesheimer Familie Wendel, die auch Siegfrieds Mechanisches Musikkabinett, eine Sammlung historischer Musikinstrumente, unterhält.
Den tonnengewölbten Eingangsbereich flankieren zwei mittelalterliche Ritterrüstungen, die die ursprüngliche Funktion der Burg unterstreichen; Thema des Museums aber ist der im Rheingau ebenso alte Weinbau vom Mittelalter bis zur Neuzeit. Anhand von Dokumentationsmaterial und Arbeitsgeräten werden Rebsorten und Anbaumethoden, die Arbeit des Winzers, des Küfers und des Kellermeisters erläutert. Erklärt werden auch die Geschichte des Weinfasses und der Weinflasche in ihren variablen Ausgestaltungen bis zur EU-Standardflasche seit 1977. Eine weitere Sammlung betrifft Korken und Etiketten. Ein besonderer Raum ist der ältesten Rüdesheimer Wein- und Sektgroßhandlung Dilthey, Sahl & Co. (1815–1969) gewidmet, die bevorzugt bis 1917 die russischen Zaren belieferte.
Das Pendant zur Dokumentation des Weinbaus und des Weinhandels bildet eine vom kulturhistorischen Standpunkt repräsentative Keramik- und Glassammlung von Kannen- und Trinkgefäße für Wein.
Die ältesten Exponate betreffen vor- und frühgeschichtliche Keramikvasen und Skulpturen aus Ägypten  und Vorderasien, der minoischen Zeit und der Villanovakultur. Antiker Wein war saurer als das heute kultivierte Getränk und wurde mit Wasser oder Met gemischt.
Aus dem Römischen Reich findet sich neben Keramikgefäßen ein kleines Sortiment einfachen Gebrauchsglases.
Im Übrigen bildet die Sammlung einen anschaulichen Querschnitt durch alle Epochen der europäischen Glasgeschichte:
- Mittelalterliches Waldglas vom Krautstrunk zum klassischen Römer des 18. Jahrhunderts mit Nuppen, ferner Römer des Historismus in variablen Farben und Dekoren;
- Glas à la façon de Venise mit Flügeldekoren, Faden- und Netzglas;
- barockes Schnittglas und stilgleiches Glas des Historismus (19. Jahrhundert);
- barocke Becher mit Emailmalerei sowie Glas des Historismus in diesem Stil;
- Ansichtenglas der Biedermeiers, insbesondere mit Ansichten vom Rhein;
- Glas des Jugendstils und des Art déco, beispielsweise seriell hergestelltes Gebrauchsglas nach Entwürfen von René Lalique.

Zu den kunsthistorisch wertvollsten Exponaten hat das Museum einen Nürnberger Kokosnusspokal (um 1600) mit fein elaboriertem barockem Golddekor sowie einen Elfenbeinpokal (um 1800) mit Putten-Reliefs erklärt.
Auf dem Rundgang durch die Ausstellungsräume werden durch mehrere Treppenauf- und -abgänge die verschiedenen Trakte innerhalb des massiven Mauerwerks rund um einen kleinen Innenhof zugänglich gemacht. Man besteigt den Bergfried mit Aussichtsplattform nach Süden über den Rhein nach Bingen am Rhein mit seinem Rochusberg sowie rheinaufwärts in den Rheingau hinein.
Zum Museum gehört auch der Burggarten, in dem historische Keltern (die älteste von 1594), Fässer und Transportgeräte sowie die Sandsteinskulptur eines Winzers, eine Weinrebe tragend, ausgestellt sind.

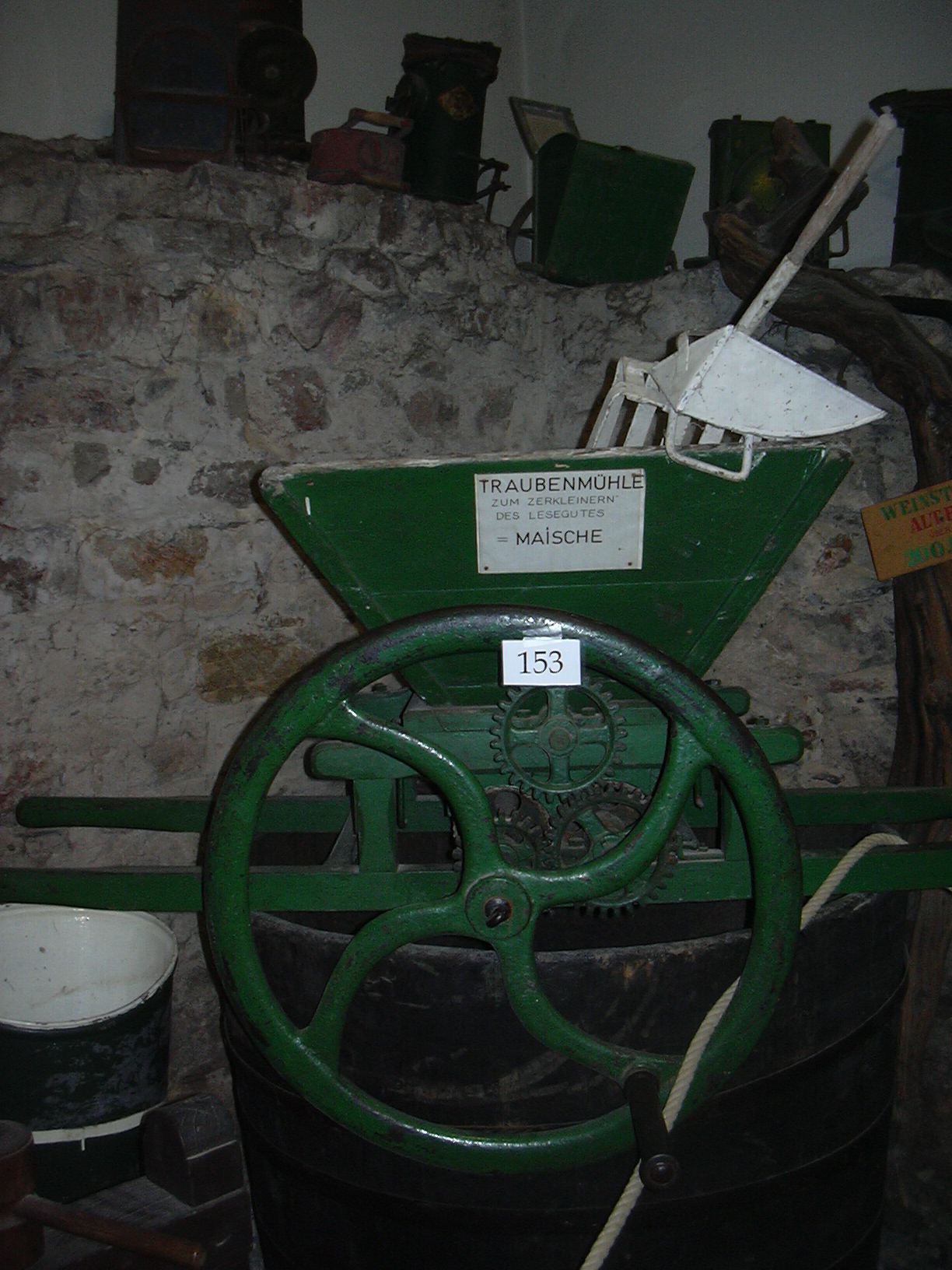
Traubenmühle zum Zerkleinern der Maische, 1. Hälfte 20. Jh.
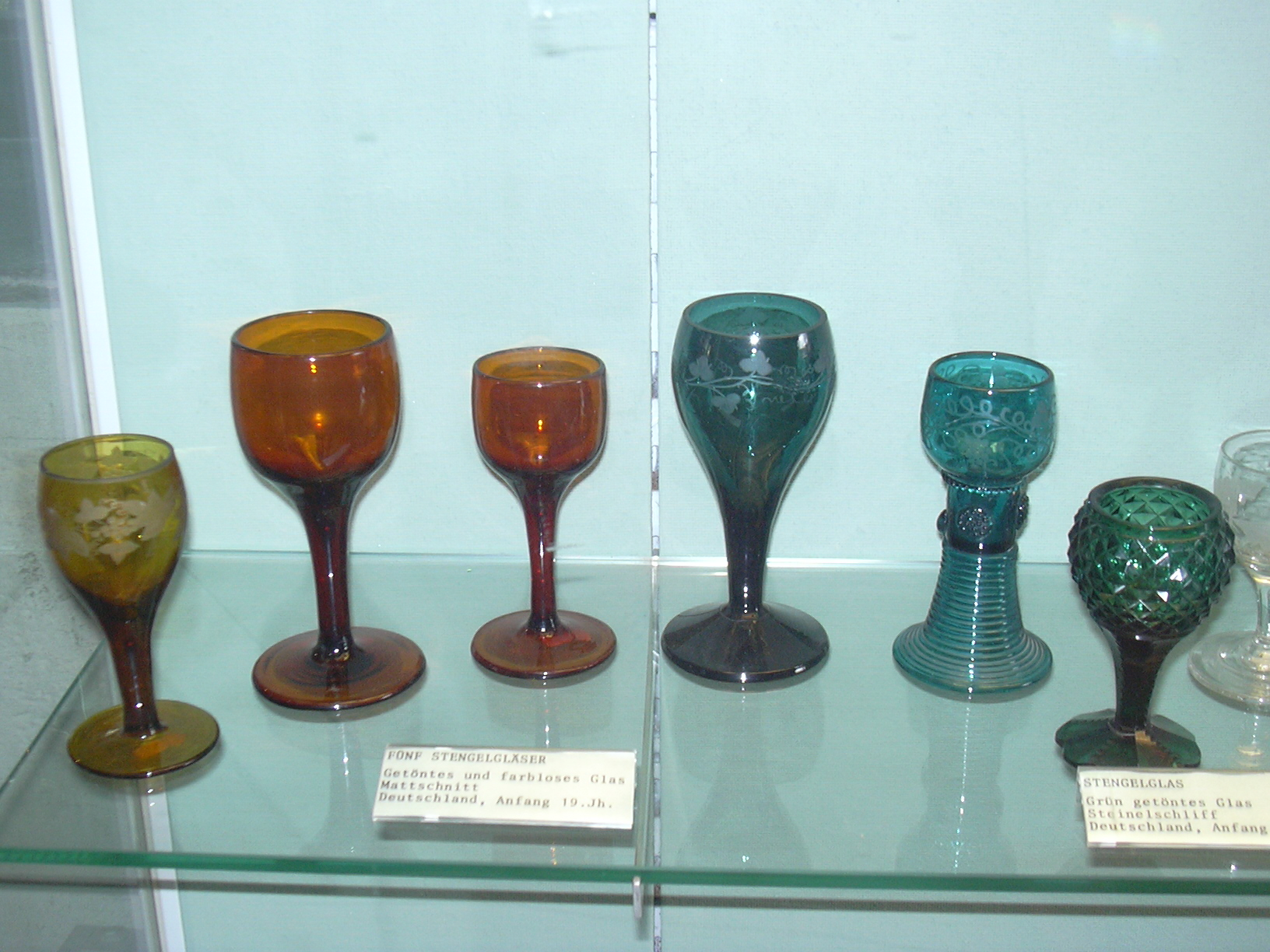
Römer und Stengelgläser des Historismus (19. Jh.)
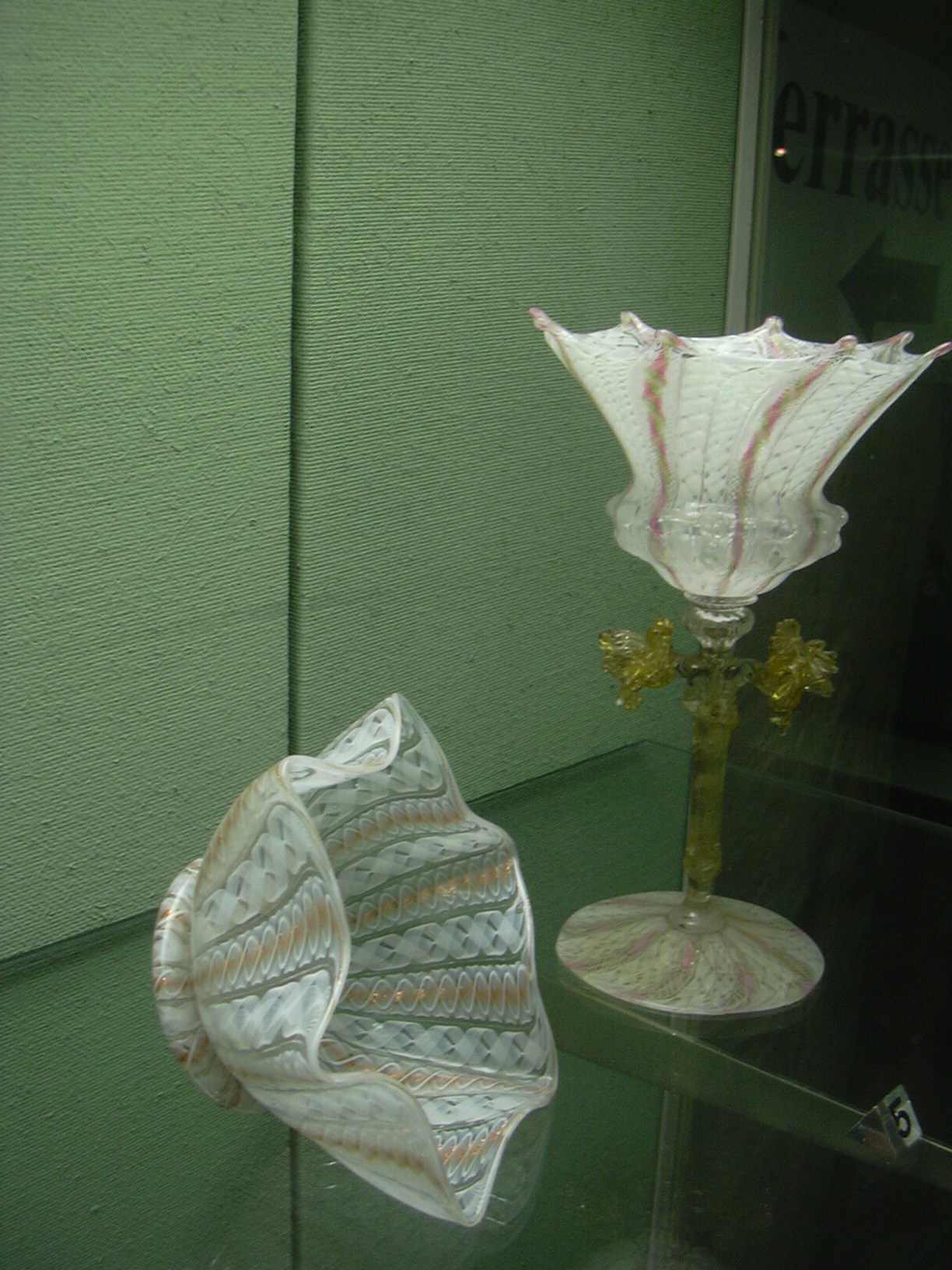
Netzglas à la façon de Venise, 17. Jh.
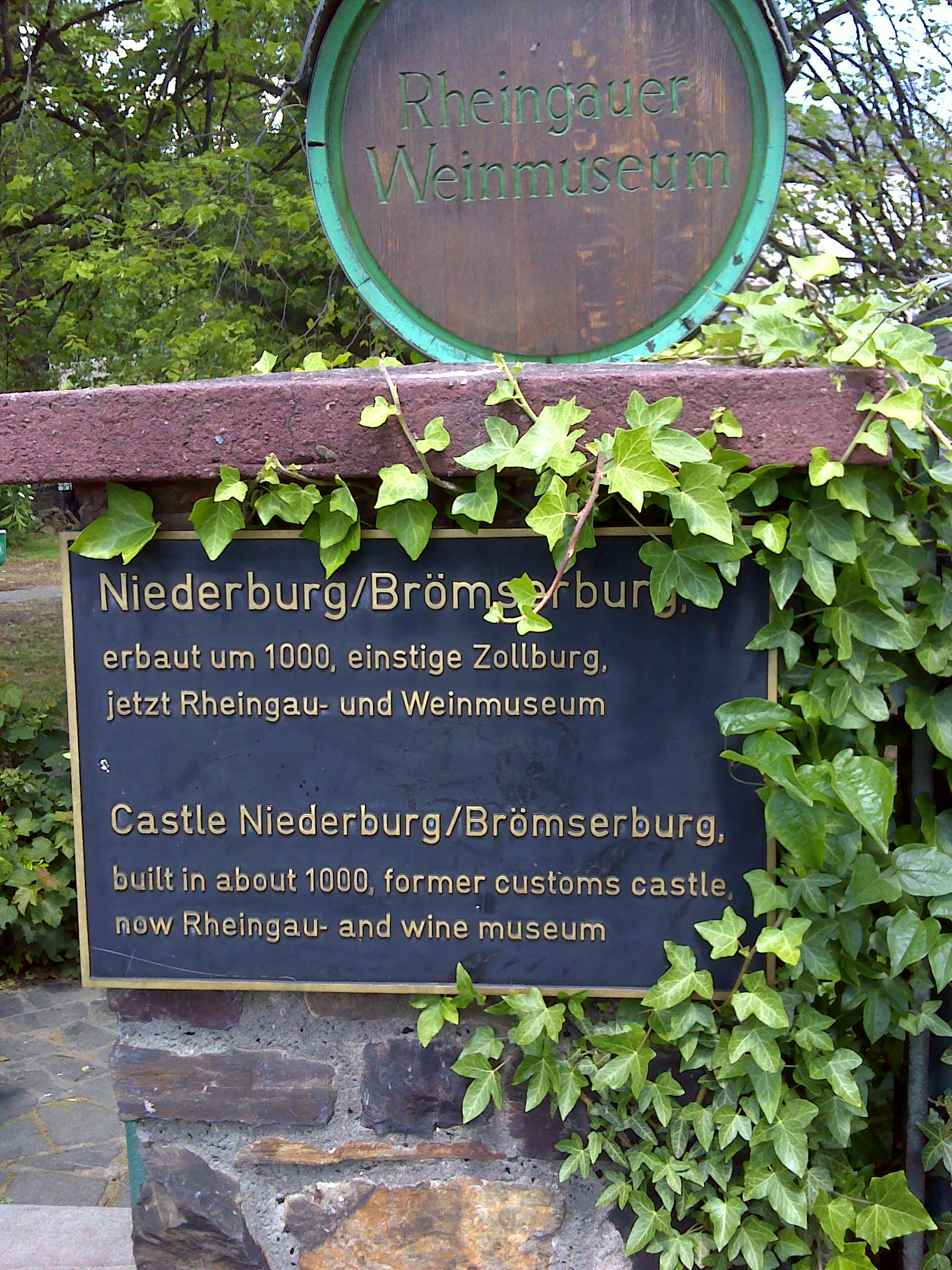
Schild am Eingang der Brömserburg, des Rheingauer Weinmuseum, in Rüdesheim am Rhein